# Trần Đại Nghĩa (HQ-888)
Le Trần Đại Nghĩa (HQ-888) est un navire océanographique de la Marine populaire vietnamienne. Ce navire porte le nom du professeur, le général de division Trần Đại Nghĩa (en) (1913-1997), héros de la technologie militaire vietnamienne.

## Histoire
Le navire de surveillance océanique HSV-6613 a été construit en juillet 2008 et lancé en octobre 2010 par la Song Thu Corporation, selon les plans du constructeur néerlandais Damen Group, répondant à toutes les exigences du Vietnam Register et du Lloyd's Register Group, ainsi qu'aux dernières conventions maritimes internationales. Il a d'abord servi de navire d’entraînement pour des tests effectués dans le cadre d’un service militaire.
Avant son inauguration et sa mise en service, leTran Dai Nghia, à coque acier, a subi les phases requises de test pour répondre aux exigences pour ce type. Doté de quatre moteurs diesel-électrique et d’une portée de 5.000 milles nautique, le navire  peut fonctionner en continu pendant 60 jours.
Puis il a été livré à la marine populaire vietnamienne à des fins de recherche, d'étude et de cartographie de zones océaniques panoramiques afin de créer des conditions favorables à l'exploration, la gestion et la protection des ressources marines du Vietnam. En outre, il contribue également au développement de l'économie maritime, en maintenant la sécurité et la défense maritimes, afin de respecter la stratégie marine à l'horizon 2020.

### Note et référence
1. ↑  Song Thu shipyard

- (en) Cet article est partiellement ou en totalité issu de l’article de Wikipédia en anglais intitulé « Trần Đại Nghĩa (HQ-888) » (voir la liste des auteurs).